# Furcifer antimena
Furcifer antimena (Grandidier, 1872) è un piccolo sauro della famiglia Chamaeleonidae, endemico del Madagascar.

## Descrizione
Questo camaleonte può raggiungere la lunghezza di circa 22 cm.
La livrea è di colore verde chiaro nei maschi, più scura nelle femmine. I maschi presentano una cresta dorsale pronunciata ed un corno nasale lungo 5-6 mm.

## Biologia
È una specie ovipara.

## Distribuzione e habitat
La specie è diffusa nella parte sud-occidentale del Madagascar, ad altitudini comprese tra  5 e 80 m s.l.m. 

## Conservazione
La IUCN Red List classifica Furcifer antimena come specie Vulnerabile.
La specie è inserita nell'Appendice II della Convention on International Trade of Endangered Species (CITES).